# Czike Dániel
Nagyrévi Czike Dániel (Baja, 1817. április 26. – Óbuda, 1873. november 30.) református lelkész.

## Élete
Czike János gabonakereskedő fia volt. Tanulmányait szülővárosában kezdte. Szülei Komáromba költözvén, itt végezte a gimnáziumot, a felsőbb iskolákat pedig Debrecenben fejezte be 1840-ben. Ezután 1842-ben Szentmiklósra ment rektornak, később szülei házához vonult a vizsgákra készülendő. 1845. november 16-án Nagymaroson nősült meg. 1845-ben a drégelypalánki egyházmegyén a papi vizsgát letette és nagymarosi lelkész lett; ahonnét 1847-ben kisoroszi, 1852-ben óbudai lelkésznek választották. Jellemző életéből, hogy id. Kiss Bálinttal, és később Rómer Flórissal éveken át fáradozott Árpád sírja felfedezésén; különösen kedvenc tárgyai voltak a történelem, a csillagászat és a régészet.

## Munkái
- Imakönyv templomi használatra. Pest, 1855.
- Közönséges egyházi beszédek s nehány ünnepiek, halottiak és alkalmazható bucsúztatók. Uo. 1859.
- Különféle gyászesetekre bucsúztatói alkalmaztatások. Sirnál mondandó halotti és gyászbeszédek. Uo. 1860. Kéziratban maradtak: egy vaskos kötet prédikáció, több halotti bucsúztató s halotti ima.